# Équipe d'Algérie de football aux Jeux olympiques 1980
Cet article relate le parcours de l’Équipe d'Algérie de football lors de la Football aux Jeux olympiques d'été de 1980 organisée en Union soviétique du 20 juillet 1980 au 2 août 1980.

## Effectif
| N° | Pos | Nom                  | Date de naissance | Sélections | Buts | Club           |
| -- | --- | -------------------- | ----------------- | ---------- | ---- | -------------- |
| 1  | GB  | Mourad Amara         | 19 février 1959   | 0          | 0    | JE Tizi-Ouzou  |
| 8  | GB  | Mohamed Rahmani      | 10 décembre 1958  | 0          | 0    | EP Sétif       |
|    |     |                      |                   |            |      |                |
| 4  | DF  | Bouzid Mahyouz       | 13 janvier 1952   | 0          | 0    | MP Alger       |
| 2  | DF  | Mahmoud Guendouz     | 24 février 1953   | 0          | 0    | MA Hussein Dey |
| 13 | DF  | Salah Larbes         | 16 septembre 1952 | 0          | 0    | JE Tizi-Ouzou  |
| 6  | DF  | Mohamed Khedis       | 29 février 1952   | 0          | 0    | MA Hussein Dey |
| 16 | DF  | Abderrahmane Derouaz | 12 décembre 1955  | 0          | 0    | USK Alger      |
| 5  | DF  | Chaabane Merzekane   | 8 mars 1959       | 0          | 0    | MA Hussein Dey |
|    |     |                      |                   |            |      |                |
| 10 | ML  | Lakhdar Belloumi     | 29 décembre 1958  | 0          | 0    | MP Alger       |
| 8  | ML  | Ali Fergani          | 21 septembre 1952 | 0          | 0    | JE Tizi-Ouzou  |
| 16 | ML  | Hocine Yahi          | 25 avril 1960     |            |      | CM Belcourt    |
| 14 | ML  | M'hamed Bouhalla     | 29 septembre 1954 | 0          | 0    | Chlef SO       |
| 17 | ML  | Mohamed Ghrib        | 24 janvier 1960   |            |      | DNC Alger      |
|    |     |                      |                   |            |      |                |
| 7  | AT  | Salah Assad          | 13 mars 1958      | 0          | 0    | RS Kouba       |
| 9  | AT  | Tedj Bensaoula       | 1er décembre 1954 | 0          | 0    | MP Oran        |
| 11 | AT  | Rabah Madjer         | 15 décembre 1958  | 0          | 0    | MA Hussein Dey |
| 14 | AT  | Djamel Menad         | 22 juillet 1960   | 0          | 0    | CM Belcourt    |

## Phase de groupes

### Groupe C
| Rang | Équipe             | Pts | J | G | N | P | Bp | Bc | Diff |
| ---- | ------------------ | --- | - | - | - | - | -- | -- | ---- |
| 1    | Allemagne de l'Est | 5   | 3 | 2 | 1 | 0 | 7  | 1  | +6   |
| 2    | Algérie            | 3   | 3 | 1 | 1 | 1 | 4  | 2  | +2   |
| 3    | Espagne            | 3   | 3 | 0 | 3 | 0 | 2  | 2  | 0    |
| 4    | Syrie              | 1   | 3 | 0 | 1 | 2 | 0  | 8  | -8   |

| Entraîneur :                     |
| Zdravko Rajkov Mahieddine Khalef |

| Entraîneur :  |
| Yousef Chadli |

| Entraîneur :                     |
| Zdravko Rajkov Mahieddine Khalef |

| Entraîneur :  |
| Yousef Chadli |

| Entraîneur :   |
| Georg Buschner |

| Entraîneur :                     |
| Zdravko Rajkov Mahieddine Khalef |

| Entraîneur :   |
| Georg Buschner |

| Entraîneur :                     |
| Zdravko Rajkov Mahieddine Khalef |

| Entraîneur :    |
| Ladislao Kubala |

| Entraîneur :                     |
| Zdravko Rajkov Mahieddine Khalef |

| Entraîneur :    |
| Ladislao Kubala |

| Entraîneur :                     |
| Zdravko Rajkov Mahieddine Khalef |

## Phase finale

### Quarts de finale
| Entraîneur :    |
| Miljan Miljanić |

| Entraîneur :                     |
| Zdravko Rajkov Mahieddine Khalef |

| Entraîneur :    |
| Miljan Miljanić |

| Entraîneur :                     |
| Zdravko Rajkov Mahieddine Khalef |